# Chlamydoselachus garmani
Chlamydoselachus garmani — викопний вид акул з родини плащоносних акул (Chlamydoselachidae). Вид існував протягом міоцену на тихоокеанському узбережжі Північної Америки.

## Географічний розподіл
Скам'янілості виду виявлені у двох місцезнаходженнях: ущелина Шхуни, в окрузі Мендосіно, Каліфорнія, США (типове місцезнаходження) та поблизу міста Лінкольн у штаті Орегон.

## Викопний матеріал
Описано близько 40 зубів з типової місцевості та 2 зуби у штаті Орегон.
Зуби майже вдвічі більші ніж у сучасного дорослого C. anguineus; коріння мезо-дистально широке і губно-лінгвально коротке; медіальні і дистальні краї кореня широко розширені нижче коронки і різко увігнуті медіально на рівні центрального губного отвору; кореневі мочки помірно слабо дволопатеві; лінгвальна поперечна канавка широка і коротка; Корона, як і в С. anguineus, але з міцною параболічною основою і сильно розвиненими губними поперечними перемичками на більшості передньо-бічних зубах.